# Ludovic Berthillot
Ludovic Berthillot, né le 24 avril 1969 à Roanne (Loire), est un acteur, scénariste et réalisateur français.

## Biographie
Ludovic Berthillot commence sa carrière comme moniteur de tennis. Puis il devient animateur au Club Med où il rencontre Élie Kakou, séduit par son potentiel comique, l'humoriste incite Ludovic Berthillot à s'installer à Paris. Autre rencontre déterminante, Michel Muller avec lequel il tourne plus de 70 sketchs Fallait pas l'inviter pour l'émission de Canal+ : Nulle part ailleurs. En 2002, il rencontre Gérard Depardieu dans le film Tais-toi ! de Francis Veber, où il joue le rôle du détenu aux petits beurres. Ensemble, ils tournent par la suite quatre films. En 2013, il obtient le prix Coup de Cœur du Public du Festival de Télévision Les Héros de la Télé de Beausoleil. 
En octobre 2013, Ludovic Berthillot présente son premier one-man show Avec plaisir, coécrit avec Nicolas Cabos, au théâtre du Gymnase de Paris. Grâce au succès de sa première représentation, le théâtre du Gymnase lui offre une prolongation tous les jeudis à 21 heures 30 au mois de décembre 2013. Dans ce one-man-show, Ludovic Berthillot revient avec un humour souvent corrosif sur sa jeunesse à Roanne et sur sa carrière au cinéma. En 2019, il interprète son second seul-en-scène, Second rôle, co-écrit par Pierre Delavène, comédien, professeur d'art dramatique et directeur des cours Cochet-Delavène, et Jean-Philippe Zappa, auteur. Créé à Paris au Théâtre de Dix Heures, Second rôle, mis en scène par Gérard Moulevrier assisté de Jeremy Zocca, tient l'affiche pendant près de 9 mois avant de partir en tournée. De nombreux personnages apparaissent également dans ce spectacle présenté en province courant 2014 et 2015. 
En décembre 2016, il est le parrain des Illuminations de Montmartre succédant à Myriam El Khomri et Patrick Pelloux. Il travaille ensuite sur la préparation de son premier long-métrage en tant que réalisateur : Gang de femme, co-écrit avec Nicolas Cabos et produit par Tony Films. Il prépare également la réalisation de son premier téléfilm, Juré craché, co-écrit avec Jean-Philippe Zappa et produit par Paradis Films. Il a également co-signé, avec Jeremy Zocca, le scénario de Pour que tu m'aimes encore.
Personnalité engagée, Ludovic Berthillot est devenu en mai 2017 le parrain de l'association Les Ptit's Bouchons du Roannais qui vient en aide aux enfants malades hospitalisés.

## Prix et distinctions
Son interprétation dans Aux battements du Parloir est particulièrement remarquée puisqu'elle lui permet de décrocher trois récompenses : Le Prix de la Meilleure interprétation masculine au Festival international de Pasmany à Budapest puis le Prix du Jury et le Prix du Public au Festival du cinéma de Nantes.
Second rôle dans de nombreux films, il décroche quelques premiers rôles dont celui d'Armand dans Le Roi de l'évasion d'Alain Guiraudie, film présenté à la Quinzaine des Réalisateurs à Cannes en 2009, et celui de Mike Jodorowski dans All you can eat Bouddha de Ian Lagarde, sélectionné au TIFF, Toronto International Film Festival. All you can eat Bouddha a également été sélectionné aux festivals de Montréal et de Rotterdam.

## Filmographie

### Acteur

#### Cinéma
- 1994 : L'Eau froide d'Olivier Assayas
- 2001 : Origine contrôlée : le routier
- 2001 : De l'histoire ancienne de Orso Miret : le garagiste
- 2001 : Éloge de l'amour de Jean-Luc Godard : le clochard
- 2001 : Le Baiser mortel du dragon (Kiss of the Dragon) de Chris Nahon : Cop (Lift)
- 2001 : La Bête de miséricorde de Jean-Pierre Mocky : le père Teramond
- 2001 : Grégoire Moulin contre l'humanité d'Artus de Penguern : un joueur de Perros-Guirec
- 2001 : Wasabi de Gérard Krawczyk : Jean Baptiste 1
- 2002 : Le Boulet de Alain Berbérian et Frédéric Forestier
- 2002 : Le Nouveau Jean-Claude de Didier Tronchet : le voyou
- 2002 : Bloody Mallory de Julien Magnat : le molosse
- 2003 : Tais-toi ! de Francis Veber : le gros taulard
- 2004 : Confidences trop intimes de Patrice Leconte : The Mover
- 2004 : Banlieue 13 de Pierre Morel : le gros mercenaire
- 2004 : 36 Quai des Orfèvres d'Olivier Marchal : Nounours
- 2005 : Ennemis publics de Karim Abbou : le braqueur
- 2005 : La vie de Michel Muller est plus belle que la vôtre de Michel Muller : Ludo, le chauffeur
- 2007 : Michou d'Auber de Thomas Gilou : Max
- 2007 : Two Days in Paris de Julie Delpy : le chauffeur de taxi raciste
- 2007 : 13 m² de Barthélémy Grossmann : l'homme de main
- 2007 : À l'intérieur de Alexandre Bustillo et Julien Maury : policier BAC
- 2007 : L'Invité de Laurent Bouhnik : Rudy
- 2009 : Black de Pierre Laffargue : le mercenaire
- 2009 : Le Roi de l'évasion d'Alain Guiraudie : Armand Lacourtade
- 2009 : Victor de Thomas Gilou
- 2010 : Notre paradis de Gaël Morel
- 2011 : Let My People Go! de Mikael Buch Jean-Jacques
- 2011 : Les Aventures de Philibert, capitaine puceau de Sylvain Fusée : Gliture, chef de l'« escadron noir » de Clotindre
- 2011 : Omar m'a tuer de Roschdy Zem : Henrique, le codétenu
- 2012 : La Vérité si je mens ! 3 de Thomas Gilou : douanier
- 2012 : Possessions d'Éric Guirado : tisserand
- 2012 : Hénaut Président de Michel Muller : Ludovic
- 2012 : Quelques heures de printemps de Stéphane Brizé : Bruno
- 2012 : Bienvenue parmi nous de Jean Becker : le videur
- 2012 : Les Mouvements du bassin de HPG : inspecteur de police
- 2012 : Les Seigneurs de Olivier Dahan : « Gouvernec »
- 2013 : Au bonheur des ogres de Nicolas Bary : M. Muscle
- 2013 : 100% cachemire de Valérie Lemercier : le mari de Priscillia
- 2014 : Un illustre inconnu de Matthieu Delaporte : animateur alcooliques anonymes
- 2014 : Fils de de HPG : Ludo
- 2015 : La Tête haute d'Emmanuelle Bercot : Ludo
- 2015 : Un homme idéal de Yann Gozlan : patron des déménageurs
- 2015 : Road Games de Abner Pastoll : Dubois
- 2015 : Le Combat ordinaire de Laurent Tuel : Bastounet
- 2015 : La Fille du patron d'Olivier Loustau : Lolo
- 2016 : All you can eat Bouddha de Ian Lagarde : Mike[4].
- 2016 : Marlowe de Sarah Barzyk  : Le sans-abri
- 2016 : Starfucker d'Emilie Flory : the stalker
- 2016 : Campo de Vilboras de Cristèle Alves Meira
- 2016 : Passion d'Arthur Vernon : Gemiart
- 2016 : Les jambes sans repos de Angele Chiodo
- 2016 : Void&Method de Remy Bazerque : Jean-Philippe
- 2016 : Tryst in Panama de Carmen Chaplin
- 2017 : Sun de Jonathan Desoindre en collaboration avec Ella Kowalska : Renaud
- 2017 : Mission Pays basque de Ludovic Bernard : Altzibar
- 2017 : Matador de Matthias Jenny : Max
- 2018 : Le Doudou de Julien Hervé et Philippe Mechelen : Fredo
- 2018 : Comme des garçons de Julien Hallard : mari de Francine
- 2021 : Profession du père de Jean-Pierre Améris : le conducteur Ford Vedette
- 2021 : Maison de retraite de Thomas Gilou : Erwann
- 2022 : Arthur, malédiction de Barthélemy Grossmann
- 2022 : Les Folies fermières de Jean-Pierre Améris : Fred
- 2024 : Neuilly-Poissy de Grégory Boutboul : Jean-Luc
- 2025 : 100 Millions ! de Nath Dumont : Patrick F.O.
- 2025 : Partir un jour d'Amélie Bonnin : Jean-Mi

#### Courts métrages
- 2000 : Meurtre à Vierzon : de Hilaci Attia et Hugo Gelin
- 2000 : Pâques Man de Michel Leray : M. Cadoeuf
- 2003 : La Faucheuse : Joe le videur
- 2003 : Personne ici : Jeff
- 2004 : The Venus Project : homme couple
- 2004 : Les Millionnaires
- 2004 : Transit : le prêtre
- 2005 : Belle, enfin possible : Jean-Pierre
- 2005 : J'ai rêvé sous l'eau de Hormoz : le videur
- 2006 : Le Sixième Homme : Ludo
- 2006 : Clown clown clan : M. Bubble
- 2007 : Œil pour œil : Tony
- 2009 : Le Mirage de Fabien Pruvot
- 2009 : L'Eau vive
- 2009 : Le Cadeau de Noël de Lydie Muller : le SDF
- 2010 : La collection pique sa crise : le coach
- 2010 : La Glisse, de Yann Epstein
- 2010 : Une histoire de famille de Paul Doucet : Philippe
- 2012 : Complet 6 pièces, de Pascale Bodet : Armand
- 2012 : Chrysalide  de Nicolas Vasseur : Guy
- 2013 : La Légende des filles d'Ève et du Serpent de Denys Maury et Arthur Vernon : le comédien
- 2013 : Nathan et fils, coiffeurs pour hommes  de Simon Lelouch : Ludo le client
- 2013 : A la source, court-métrage de Steve Achiepo : le père
- 2016 : Aux battements du parloir  de Pascal Marc : Sam
- 2020 : Petit poussin de Nadia Anebri : Patrick
- 2020 : Inconnu au bataillon de Alexis Loukakis, Prix Unifrance.
- 2022 : Sur mon chemin de Thierry Obadia

#### Télévision
- 2001 : Largo Winch
- 2002 : Sœur Thérèse.com : capitaine des pompiers
- 2002 : L'Enfant éternel : garde 1 Delaunay
- 2002 : La Faucheuse de Patrick Timsit : Jo le videur
- 2003 : Personne ici : Jeff
- 2004 : Premiers secours : le mari violent
- 2004 : Vénus project : l'homme du couple
- 2004 : Qui mange quand? : l'ouvrier
- 2004 : Commissaire Valence : Hardel
- 2004 : Léa Parker : Kodjo
- 2004 : Avocats et Associés : Kemal
- 2004 : Qui mange quand : L'ouvrier
- 2004 : Transit : Le traître
- 2004 : Belle enfin possible : Jezan-Pierre
- 2004 : R.I.S Police scientifique : Costes
- 2005 : Ils voulaient tuer de Gaulle : Wattin
- 2005 : Trois femmes flics : Le mafieu
- 2006 : L'Affaire Pierre Chanal : Le moniteur de parachutisme
- 2006 : L'Enfant d'une autre : Le forain
- 2006 : Du goût et des couleurs : Le gendarme
- 2006 : Les Secrets du volcan : Le flic
- 2006 : L'Affaire Villemin : Codétenu cheveux longs
- 2006 : Plus belle la vie : Recouvreur
- 2006 : Louis la Brocante : épisode Louis et les répondants : Werner
- 2007 : Bienvenue chez les fous
- 2007 : Paris, enquêtes criminelles
- 2007 : Tropiques amers : Mauduit
- 2007 : La Lance de la destinée
- 2007 : Continental un film sans fusil
- 2008 : Off Prime : Le régisseur
- 2009 : Les Bleus, premiers pas dans la police : François Corcieux
- 2009 : Eternel : Bugsy
- 2010 : En chantier, monsieur Tanner de Stefan Liberski
- 2010 : Scènes de ménages : Le Flic
- 2010 : La collection pique sa crise : The trainer
- 2010 : Un flic : Lennie
- 2010 : De l'encre
- 2011 : Un film sans
- 2012 : Main courante : Le jardinier
- 2012 : Je retourne chez ma mère de Williams Crépin
- 2013 : Tiger Lily, 4 femmes dans la vie de Benoît Cohen : Bernard
- 2013 : Dos au mur : épisode 10 à 20 : Lederman
- 2014 : Tout est permis de Émilie Deleuze : François
- 2014 : Guidestones de Jay Ferguson : The man
- 2015 : Crime à Aigues-Mortes de Claude-Michel Rome : Jérôme Garcia
- 2015 : Profilage de Karim Ouaret
- 2015 : Dans la tête d'un juré d'Emmanuel Bourdieu
- 2016 : Ben&Ben part1 de Ben Cressely : Le big boss
- 2017 : On l'appelait Ruby de Laurent Tuel : Simon
- 2017 : Capitaine Marleau de Josée Dayan
- 2017 : Commissariat central
- 2018 : Aux animaux la guerre de Alain Tasma : Colignon
- 2020 : Crime à Saint-Affrique : Robert Pinquier
- 2021 : La Faute à Rousseau : Chef cuisinier hôpital
- 2021 : HPI : Jean-Marc
- 2022 : La cour de Hafsia Herzi : M. Guillard
- 2025 : Les Disparues de la gare de Virginie Sauveur : Jacques Rançon

### Réalisateur
- 2006 : Entre midi et deux :
  - Sélection Festival du Film de Valloire,
  - Sélection Festival Les Héros du Cinéma (Cap d'Agde)
- 2009 : À l'Est des boules
- 2009 : Que la montagne est belle
- 2011 : Brigade motorisée

## Théâtre
- 2021 : Tsunami de Jean-Michel Wanger et Olivier-Martial Thieffin, mise en scène d'Olivier Macé, tournée
- 2023 : Second rôle de Pierre Delavène et Jean-Phillipe Zappa , mise en scène Pascal Légitimus, théâtre du Rempart (festival off d'Avignon)[1]